# Jacques Raoul de La Guibourgère
Pour les articles homonymes, voir Guibourgère.
Jacques Raoul de La Guibourgère, né en 1589 à Nantes, mort le 15 mai 1661 au château de L'Hermenault (Bas-Poitou), est un dignitaire français du XVIIe siècle, maire de Nantes en 1621-1623, puis un ecclésiastique, successivement évêque de Saintes, de Maillezais et de La Rochelle.

## Biographie

### Ascendance
Jacques Raoul de La Guibourgère est issu d'une famille de la noblesse bretonne de la paroisse de Teillé, dans la région d'Ancenis, où elle possède le château de la Guibourgère. La famille Raoul remonte au début du XVe siècle avec un Jacques Raoul, attesté à Teillé en 1426. 
Jacques Raoul est le fils de Guillaume Raoul, procureur syndic des États de Bretagne, président de la Chambre des comptes de Bretagne à Nantes (1598), et de Jeanne Simon  .

### Carrière laïque et famille
Il est lui-même conseiller-clerc au parlement de Rennes, puis sénéchal de Nantes. Il devient maire de Nantes en 1621. Il est installé le 14 juin 1621 et son mandat est renouvelé le 23 août 1622 jusqu'au 9 juillet 1623.
Au début des années 1620, il épouse Yvonne Charette (née en 1604), fille de René Charette, maire de Nantes en 1609. De ce mariage, naîtront plusieurs enfants : Michel en 1623, Guillaume, conseiller au Parlement, et en 1629 Jeanne épouse de René du Cambout,.
Une arrière-petite-fille de Guillaume Raoul, héritière de la Guibourgère, épousera en 1746 Jean-Baptiste-Élie Camus de Pontcarré, seigneur de Viarmes, intendant de Bretagne.

### Vie ecclésiastique
Devenu veuf, il entre dans les ordres. En juillet 1630, son oncle résigne son évêché de Saintes en sa faveur avant de mourir le 14 septembre de la même année. Le 23 janvier 1631, il devient évêque de Saintes, succédant à son oncle Michel et il est consacré par Philippe Cospéan, évêque de Nantes, le 11 janvier 1632. En 1646, il est transféré au siège de Maillezais, dont il est le dernier titulaire. Le 4 mai 1648, une bulle pontificale d'Innocent X déplace son siège épiscopal à La Rochelle dont il est nommé premier évêque, sur la recommandation de Vincent de Paul.
Il s'attache à promouvoir un renouvellement du clergé, dans l'esprit du concile de Trente, créant un séminaire d'ordinants et instituant les conférences ecclésiastiques. Il meurt dans le château épiscopal de l'Hermenault et est inhumé dans l'église des Capucins de Fontenay-le-Comte. Son portrait est conservé à la cathédrale Saint-Louis de La Rochelle.